# アメリカ合衆国司法省
アメリカ合衆国司法省（アメリカがっしゅうこくしほうしょう、英: United States Department of Justice、略称: DOJ）とは、アメリカの行政機関である。司法関係事務を所管する。日本語で「司法省」と訳されることから司法機関（裁判所）と誤解されることもあるが、日本でいう法務省に相当する行政機関である。裁判所に対する指揮命令権、司法行政権などは、三権分立が徹底しているためない。本部はワシントンD.C.、ロバート・F・ケネディ司法省ビルに所在する。
「米司法当局」と表記されることもある。

## 義務
国民の利益を守り、公正で公平な権利を保障することを目的としている。閣僚の一人であるアメリカ合衆国司法長官によって統括されている。
- 連邦法違反の調査および起訴。
- 合衆国が連邦最高裁判所にて訴追される以前の告発事例に関して連邦政府の代表を務める。
- 移民法を執行し市民権に関する情報を提供する。
- 連邦刑務所、矯正施設、及びそれらに関する矯正プログラムの維持管理。

## 本部
2001年11月20日、ジョージ・W・ブッシュ大統領とジョン・アシュクロフト司法長官は、ロバート・F・ケネディ（第64代司法長官）の業績を称え司法省本部ビルを「ロバート・F・ケネディ司法省ビル（Robert F. Kennedy Department of Justice Building）」と命名した。

## 機構
2021年10月28日現在の司法省の機構は、以下の通りである。
- 司法長官
- 司法副長官
  - 訟務長官
    - 訟務長官室

  - 司法次官
    - 司法計画局
    - 管財人計画局
    - 対女性暴力局
    - 地域治安維持活動局
    - 情報政策局
    - 外国居住者クレーム処理委員会
    - 司法アクセス局
    - 市民権局
    - 反トラスト局
    - 課税局
    - 市民局
    - 環境・天然資源局
    - 地域サービス委員会

  - 長官・副長官直轄 (内部部局)
    - 立法事務局
    - 法律顧問局
    - 司法政策局
    - 広報局
    - 部族司法局

  - 長官・副長官直轄 (法執行部局)
    - 連邦捜査局
    - 麻薬取締局
    - 連邦検事総局
    - 各連邦検事
    - アルコール・タバコ・火器及び爆発物取締局
    - 刑事局
    - 連邦刑務所局
    - 連邦保安局
    - インターポール局

  - 長官・副長官直轄 (その他)
    - 国家安全保障局
    - 監察局
    - 司法管理局
    - 移民審査総局
    - 職務責任相談局
    - 職務責任局
    - 恩赦審査局
    - 仮釈放委員会
    - 組織的薬物犯罪取締局